# Tautogolabrus adspersus

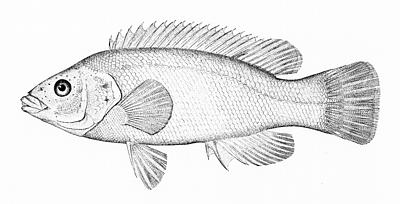
T. adspersus

Tautogolabrus adspersus (Walbaum, 1792), l'unica specie facente parte del genere Tautogolabrus, è un pesce di acqua salata appartenente alla famiglia Labridae.

## Distribuzione e habitat
Proviene dall'ovest dell'oceano Atlantico, dove è stato localizzato soprattutto dall'isola di Terranova, lungo le coste del Canada, nella Baia di Chesapeake e nel golfo di San Lorenzo. Vive soprattutto vicino alla costa, in particolare in inverno, quasi sempre in zone rocciose. È comune vicino ai moli ed ai relitti. Può essere trovato fino a 120 m di profondità.

## Descrizione
Presenta un corpo compresso lateralmente, allungato e non particolarmente alto, con la testa dal profilo appuntito. Le pinne sono ampie, alte, ma non molto allungate e hanno sfumature che tendono al rosso; la pinna caudale non è biforcuta. Non supera i 38 cm per 1 kg di peso, e vive fino a 6 anni. La colorazione è variabile.

## Biologia

### Comportamento
Può formare banchi.

### Alimentazione
È una specie carnivora che durante l'inverno smette di nutrirsi. La sua dieta è molto varia e comprende sia resti di animali morti che invertebrati vivi, tra cui echinodermi, soprattutto ricci di mare e vermi, di solito anellidi policheti. Altre prede sono molluschi bivalvi e gasteropodi, crostacei anfipodi (Unciola), isopodi e gamberi (Pandalus). Si nutre anche di tunicati, soprattutto ascidie.

### Riproduzione
È oviparo e la fecondazione è esterna. Le uova, trasparenti e galleggianti, vengono deposte tra luglio e agosto e impiegano da 40 ore a 3 giorni per schiudersi.

## Conservazione
È classificato come "a rischio minimo" (LC) dalla lista rossa IUCN perché oltre alla cattura durante la pesca sportiva non è minacciato da particolari pericoli.